# O Mamoeiro
O Mamoeiro – en français Le Papayer – est un tableau réalisé par la peintre brésilienne Tarsila do Amaral en 1925. D'un format presque carré, cette huile sur toile est un paysage urbain exécuté dans le style du mouvement Pau-Brasil. Elle représente une localité tropicale où une femme et deux enfants déambulent à côté d'un papayer, avec un plan d'eau franchi par une passerelle au premier plan. L'œuvre est conservée au sein de la Coleção de Artes Visuais do Instituto de Estudos Brasileiros, qui relève de l'université de São Paulo, à São Paulo.